# Aciura coryli
Aciura coryli är en tvåvingeart som först beskrevs av Rossi 1794.  Aciura coryli ingår i släktet Aciura och familjen borrflugor. Inga underarter finns listade i Catalogue of Life.